# Бычков, Вячеслав Васильевич
Вячесла́в Васи́льевич Бычко́в (укр. Вʼячеслав Васильович Бичков; род. 16 июля 1941 года, Петропавловка) — украинский политический деятель, народный депутат Украины 1-го созыва.

## Биография
Родился 16 июля 1941 года в селе Петропавловка.
Окончил Одесский сельскохозяйственный институт в 1968 году.
С 1957 года работал в колхозе им. Кирова Братского района Николаевской области, с 1960 года проходил службу в Советской Армии.
В 1968 году окончил Одесский сельскохозяйственный институт по специальности «Плодоовощеводство и виноградарство».
С 1968 года работал агрономом райуправления сельского хозяйства Голая Пристань Херсонской области, главным агроном совхоза «Новокаховский», «Таврический» Новотроицкого района Херсонской области.
С 1973 года — начальник райуправления сельского хозяйства; заместитель председателя Новотроицкого райисполкома, с 1975 года был председателем колхоза «Россия».
С 1982 года находился на партийной работе, был председателем исполкома Новотроицкого районного совета народных депутатов, с 1985 года по 1992 год — первым заместителем председателя облисполкома Херсонской Совета народных депутатов, председателем областного агропромкомитета.
Член КПСС с 1971 года.
В 1990 году в ходе первых альтернативных парламентских выборов в Украинской ССР был выдвинут кандидатом в народные депутаты трудовым коллективом совхоза «Таврический» Новотроицкого района Херсонской области, 29 апреля 1990 года во втором туре был избран народным депутатом Верховного совета Украинской ССР XII созыва (в дальнейшем — Верховной рады Украины I созыва) от Новотроицкого избирательного округа № 401 Херсонской области, набрал 58,79 % голосов среди 5 кандидатов. В парламенте являлся председателем подкомиссии комиссии по вопросам возрождения и социального развития села, входил во фрации «Аграрии», «За социальную справедливость», «Рада». Депутатские полномочия истекли 10 мая 1994 года.
С 1992 по 1995 год был заместителем председателя Херсонской областной государственной администрации. С 1995 по 1996 год был заместителем главы правления концерна «Украгротехсервис», с 1996 по 1998 год — директором Херсонской пищевкусовой фабрики. С декабря 1998 года занимал должность главного государственного инспектора по охране окружающей среды Государственного управления экологии и природных ресурсов в Херсонской области.
Награждён орденами Трудового Красного Знамени, «Знак Почета».
Женат, имеет детей.